# Canicross

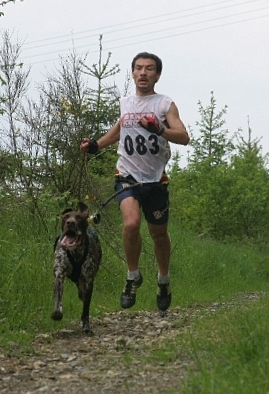
Philippe Wéry, campeão da Bélgica de canicross.

Canicross é um termo usado para descrever o esporte de corrida cross country, ou trekking com cães. Este esporte consiste em praticar corrida em terreno irregular onde o homem e seu melhor amigo, o cão, estão em total harmonia em busca não só de vitórias, mas de muita diversão. Pode ser praticado com um ou dois cães, sempre atrelados por uma guia ao condutor. O condutor normalmente usa um cinto que se conecta a corda elástica e ao running harness, uma espécie de colete de tração no cão. A corda elástica reduz o choque tanto no condutor, como também no cão quando ele traciona.
De acordo com a International Canicross & Bike-Joëring Federtation (ICF)  a origem do canicross é dada ao veterinário francês Dr. Gilles Pernound em 1982, e também atribuído a Véronique Bourdon em 1987 na Bélgica.
O canicross é um esporte que pode ser praticado por qualquer pessoa em qualquer idade, desde que em condições físicas para tal. Obviamente, antes de sair correndo com o cão, é altamente recomendado que, condutor e cão, sejam submetidos a exames médicos para saber se tudo está bem. A prática do canicross é muitíssimo satisfatória tanto para profissionais competidores, como para "atletas de final de semana". Para competições, não existe um limite máximo de idade para condutores, mas sim um mínimo de 7 anos, e em distâncias curtas. Já para os cães, a idade inicial é de 1 ano, e a máxima deverá ser avaliada pelo condutor consciente e seu veterinário. O canicross é um esporte democrático onde os cães não requerem de pedigree. São permitidos cães de todas as raças incluindo cães sem raça definida (SRD). O esporte é relativamente novo no mundo todo, e vem se tornando cada dia mais praticado e popular no Brasil. 

## História do Canicross
A prática de usar cães para puxar trenós data de pelo menos 2.000 a.C.. Acredita-se que essa prática tenha se originado dos povos nórdicos e escandinavos passando pela Sibéria e mesmo na América do Norte, onde muitas culturas nativas americanas usavam cães para puxar cargas. 
Uma das linhas de estudos é que o mushing tenha iniciado em 1925 quando em Nomen (Alasca) foi necessário recorrer ao fornecimento de medicamentos e alimentos por meio de trenós puxados por cães, percorrendo distâncias de até 1600 km. Em comemoração a este fato, foi criado uma prova de grande resistência o Iditarod, que ano após ano ele repete a mesma difícil jornada até os dias atuais.
Deste formato de utilização do cão para tração, passando por provas de mushing de grande percursos, tento ainda se baseado no skijoring como referência, chegamos ao desporto terrestre chamado de Canicross. Na europa, mais especificamente na França, o veterinário francês Dr. Gilles Pernound em 1982 criou o canicross, tendo o skijoring como pratica em períodos com neve e nos períodos sem a neve, a pratica era realizada correndo junto com o cão. 
As primeiras competições oficiais de canicross foram organizadas em 1986 na França por seu criador e em 1988 na Bélgica por Jean-Luc Bertinchamps. Apenas em 1998 passamos a ver provas sendo realizadas na Europa de uma forma mais ampla sendo então chamada de Eurocanicross, organizada por Jean-Luc Bertinchamps e sediada em Malonne/ Bélgica.
Eurocanicross teve os seguintes locais de campeonatos nos seguintes anos: 
Lyon (França 1999), Valeyre sous Rance (Suíça 2000), Pilsen (República Tcheca, 2001), Spa (Bélgica 2002), Pomiechowek (Polônia 2003);
A partir de 2004 teve o seu nome alterado para European Championship, mas continuou sendo realizada nos seguintes locais : - Szilvasvarad (Hungria 2004), Saignelégier (Suíça 2005), Nancy (França 2006), Völklingen (Alemanha 2007).   
No Brasil o esporte tem seu inicio em regiões como Rio de Janeiro, São Paulo, Rio Grande do Sul e Santa Catarina. 
Em 2018 foi realizado a primeira edição de uma World Championship, sediada na Polônia. 
Em Portugal, depois de uma pausa prolongada voltou a renascer com a primeira prova no dia 26 Janeiro 2020, na Ota, em Alenquer, com várias vertentes de mushing incluindo o canicross. Prova esta realizada pela equipa da Bushiway Mushing Team, com várias provas disputadas no estrangeiro. 

## Equipamentos utilizados
O equipamento regulamentado deve garantir o conforto do condutor e do cão, e é composto basicamente por três elementos:
- Harness ou arnês canino permite que o cão use todo o peso do corpo e use o torso sem atrapalhar a respiração, além de proporcionar ao cão segurança e conforto;
- Guia amortecida  que conecta o cão ao dono por meio de um elástico de absorção de choque. Seu comprimento é de 2 metros para o canicross e 2,50 metros para o cani-VTT quando esticado;

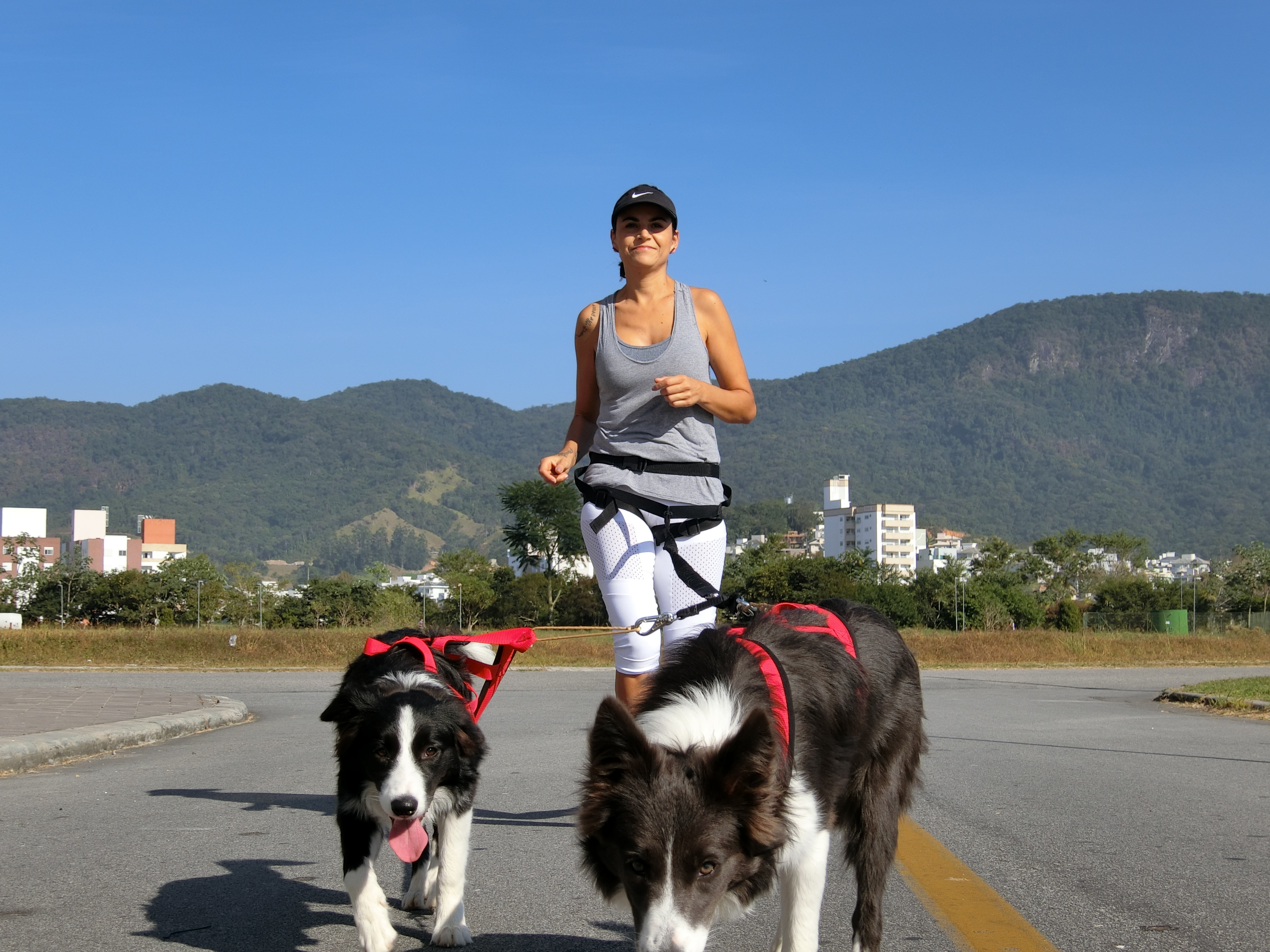
Wolff Border@, Pedra Branca / SC 2019

- Waist Belt  ou boudrier ou ainda cinto (específico para canicross) do condutor que permite a sua ligação por meio de uma linha ao seu cão.
Para o conforto e principalmente a saúde do cão, são proibidas as coleiras de semi-estrangulamento, estrangulamento e / ou espigão.
Qualquer que seja o equipamento usado, o cão deve sempre ser mantido na guia. Exceto em certas áreas chamadas de “cão livre”, definidas por um sinal de início e fim, onde o cão pode ser solto. 
Para participar em competição, o equipamento deve respeitar os regulamentos das diferentes federações.